# Unió monetària

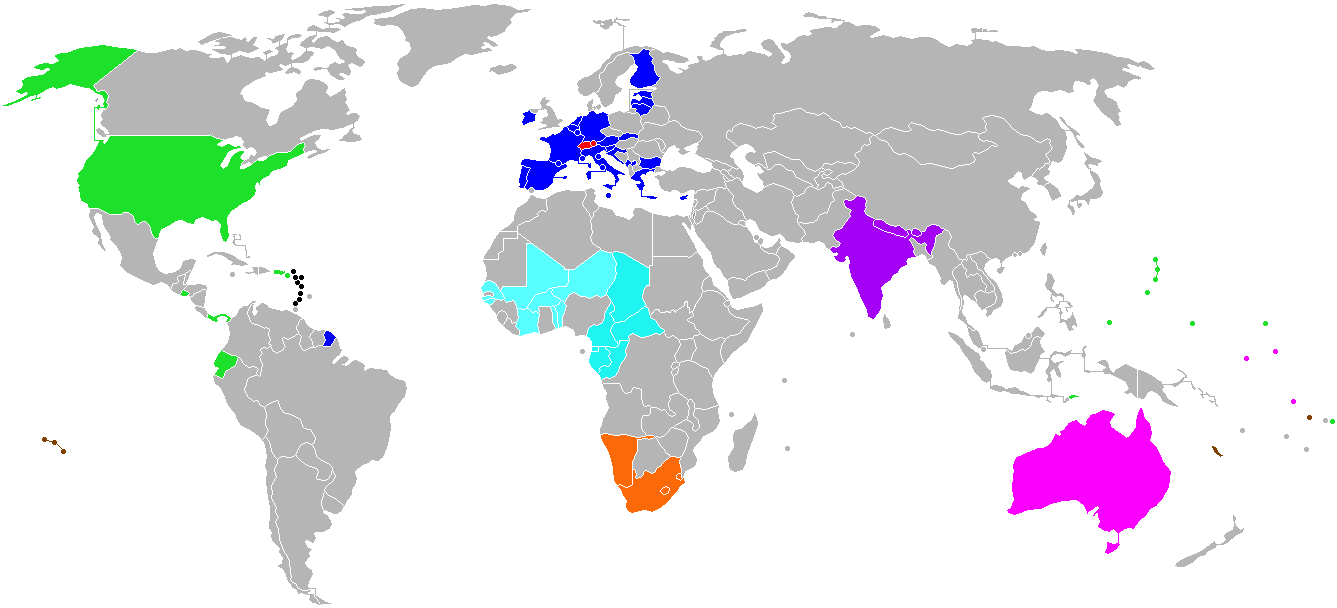
Unió monetària:
EUR Euro
USD Dòlar dels Estats Units
CHF Franc suís
INR Rupia índia
AUD Dòlar australià
XCD Dòlar del Carib Oriental
ZAR Rand sud-africà
XOF Franc CFA de l'Àfrica Occidental
XAF Franc CFA de l'Àfrica Central
XPF Franc CFP

Una unió monetària és la situació en què diferents estats han acordat compartir una mateixa moneda. Una unió monetària es diferencia d'una unió econòmica i monetària en el fet que només es comparteix una moneda i no pas una política econòmica coordinada. Hi ha unions monetàries de dret, resultat d'un pacte polític i unions de fet. Tal unió serveix per a facilitar el comerç i la integració econòmica. També hi ha unions monetàries històriques, avui desaparegudes, com la Unió Monetària Llatina (1865-1927).
Una unió monetària implica dues condicions. Primer, les monedes dels estats membres han de ser complet i irrevocablement convertibles i el curs ha de ser fixat sense marge de fluctuació, ni possibilitat de devaluació o de revaluació. La segona condició és la llibre circulació del capital.

## Unions monetàries de dret
- El dòlar del Carib Oriental és utilitzat a Anguilla, Antigua i Barbuda, Dominica, Grenada, Montserrat, Saint Kitts i Nevis, Saint Lucia i Saint Vincent i les Grenadines i és emès per l'Organització d'Estats del Carib Oriental.
- L'euro és utilitzat per divuit estats membres de la Unió Europea, els integrants de l'anomenada Eurozona: Alemanya, Àustria, Bèlgica, Eslovàquia, Eslovènia, Espanya, Estònia, Finlàndia, França i les seves dependències (excepte les del Pacífic, que usen el franc CFP), Grècia, Irlanda, Itàlia, Letònia, Luxemburg, Malta, els Països Baixos, Portugal i Xipre, i també han decidit utilitzar-lo altres estats mitjançant un acord amb la UE: Mònaco, San Marino i la Ciutat del Vaticà (vegeu l'apartat unions monetàries de fet per als casos d'Andorra, Kosovo i Montenegro, que han adoptat la moneda comuna europea sense haver signat cap acord especial amb la UE). L'euro és emès pel Banc Central Europeu.[2]
- El franc CFA de l'Àfrica Central, emès pel BEAC, és utilitzat al Camerun, la República Centreafricana, la República del Congo, el Gabon, la Guinea Equatorial i el Txad, que integren la Comunitat Econòmica i Monetària de l'Àfrica Central (CE
- El franc CFA de l'Àfrica Occidental, emès pel BCEAO, és utilitzat a Benín, Burkina Faso, la Costa d'Ivori, Guinea Bissau, Mali, el Níger, el Senegal i Togo, que integren la Unió Econòmica i Monetària de l'Oest d'Àfrica (UEMOA).
- El franc CFP és utilitzat a Nova Caledònia, la Polinèsia Francesa i Wallis i Futuna i és emès per l'Institut d'Emissió d'Ultramar.

## Unions monetàries de fet
- Als estats de Brunei i Singapur, el dòlar de Brunei i el dòlar de Singapur són monedes legals en ambdós estats.
- El dòlar australià és utilitzat a Austràlia, Kiribati, Nauru i Tuvalu.
- El dòlar dels Estats Units és utilitzat als Estats Units d'Amèrica i a les seves dependències, i a Palau, els Estats Federats de Micronèsia, les illes Marshall, Panamà, l'Equador, El Salvador, el Timor Oriental, les illes Verges Britàniques, les illes Turks i Caicos, Zimbàbue i les illes BES.
- El dòlar de Hong Kong és utilitzat a Hong Kong i a Macau.
- El dòlar neozelandès és utilitzat a Nova Zelanda, Niue, les illes Cook, Tokelau i les illes Pitcairn.
- El dram s'utilitza a Armènia i a l'estat autoproclamat de l'Alt Karabakh.
- L'euro és utilitzat a Andorra, Kosovo i Montenegro, tot i no pertànyer a la zona euro ni haver-hi signat cap acord especial.
- El franc suís és utilitzat a Suïssa i Liechtenstein.
- La lira turca és utilitzada a Turquia i a l'autoproclamada República Turca del Nord de Xipre.
- Als territoris palestins és utilitzat el nou xéquel israelià i el dinar jordà (aquest darrer només a Cisjordània, no a Gaza).
- El rand és utilitzat a Sud-àfrica, Lesotho, Namíbia i Swazilàndia.
- El ruble rus és utilitzat a Rússia i a les repúbliques autònomes de Geòrgia (autoproclamades independents) d'Abkhàzia i Ossètia del Sud.
- La rupia índia és utilitzada a l'Índia i a Bhutan, i molt àmpliament també al Nepal.

## Unions monetàries previstes
- L'Aliança Bolivariana per les Amèriques ha previst llançar el SUCRE (acrònim de Sistema únic de compensació regional) com a moneda comuna, que fins ara només és una unitat de compte. Es va utilitzar per primera vegada com a moneda virtual el 2010, almenys en dues transaccions entre l'Equador i Veneçuela.
- La Comunitat de l'Àfrica Oriental ha previst fer una moneda comuna que reprendria el nom de l'antic xíling de l'Àfrica Oriental, que s'hauria d'introduir el 2024, ja que anteriorment s'havia planejat emetre-la ja els anys 2012 i 2015 sense que s'acabés implantant, i seria usada per la futura Federació de l'Àfrica Oriental.
- El Consell de Cooperació del Golf ha previst introduir una moneda comuna entre el 2013 i el 2020 amb el nom de khaliji, en la qual no s'hi integrarien Oman i els Emirats Àrabs Units fins més endavant.
- La Zona Monetària de l'Àfrica Occidental, dins la Comunitat Econòmica dels Estats de l'Àfrica Occidental, ha previst fer una moneda comuna anomenada eco, que s'ha ajornat diverses vegades i ara es preveu per al 2020. Podria acabar confluint amb el franc CFA de l'Àfrica Occidental.
- La CSME (Caribbean Single Market and Economy, 'Economia i Mercat Únic del Carib'), com a part de la Comunitat del Carib (CARICOM), prevista cap al 2015.
- La Comunitat per al Desenvolupament de l'Àfrica del Sud i la Unió Duanera de l'Àfrica del Sud, prevista el 2016.
- L'Associació de Cooperació Regional del Sud d'Àsia, prevista per al 2016.
- La Unió de Nacions Sud-americanes, prevista per al 2019. El president de l'Equador, Rafael Correa, va proposar el 15 de desembre del 2007 que la moneda comuna s'anomenés latino.
- El Mercat Comú de l'Àfrica Oriental i Meridional, prevista per al 2025.
- La Comunitat Econòmica Africana, prevista per al 2028.
- L'Àrea de Lliure Canvi de l'Associació de Nacions del Sud-est Asiàtic, sense data prevista.